# Dżibuti na letnich igrzyskach olimpijskich
Reprezentacja Dżibuti na letnich igrzyskach olimpijskich po raz pierwszy wystartowała podczas igrzysk w Los Angeles w 1984 roku. Wtedy to wystartowało trzech zawodników w biegu maratońskim. Najlepszy z nich - Djama Robleh zajął 8. miejsce.
Dotychczas jedynie lekkoatleci startowali na igrzyskach. Najwięcej razy, bo aż cztery razy startował Ahmed Salah, który jest dotychczas jedynym medalistą z tego kraju. Wyczyn ten uzyskał podczas biegu maratońskiego podczas zawodów w 1988 roku.

## Klasyfikacja medalowa
| Miejsce             |   |   |   | Razem |
| ------------------- | - | - | - | ----- |
| 1984 Los Angeles    | 0 | 0 | 0 | 0     |
| 1988 Seul           | 0 | 0 | 1 | 1     |
| 1992 Barcelona      | 0 | 0 | 0 | 0     |
| 1996 Atlanta        | 0 | 0 | 0 | 0     |
| 2000 Sydney         | 0 | 0 | 0 | 0     |
| 2004 Ateny          | 0 | 0 | 0 | 0     |
| 2008 Pekin          | 0 | 0 | 0 | 0     |
| 2012 Londyn         | 0 | 0 | 0 | 0     |
| 2016 Rio de Janeiro | 0 | 0 | 0 | 0     |
| 2020 Tokio          | 0 | 0 | 0 | 0     |

## Medaliści letnich igrzysk olimpijskich z Dżibuti

### Złote medale
Brak

### Srebrne medale
Brak

### Brązowe medale
- Seul 1988
Maraton mężczyzn, Ahmed Salah